# Froelichia sericea
Froelichia sericea là loài thực vật có hoa thuộc họ Dền. Loài này được (Hoffmanns. ex Schult.) Moq. mô tả khoa học đầu tiên năm 1849.